# Lamponina kakadu
Lamponina kakadu là một loài nhện trong họ Lamponidae. Loài này được phát hiện ở het Noordelijk Territorium.